# Myiotheretes fuscorufus
Myiotheretes fuscorufus là một loài chim trong họ Tyrannidae.